# Хозяйства заготскота
Хозя́йства заготскота́ (рос. Хозяйства заготскота, башк. Заготскот хужалығы) — присілок (в минулому селище) у складі Буздяцького району Башкортостану, Росія. Входить до складу Буздяцької сільської ради.
Населення — 116 осіб (2010; 95 у 2002).
Національний склад:
- башкири — 92 %

Старі назви — Заготскот, Хозяйства Заготскота.